# الاحتلال الفرنسي لسانتو دومينغو
كان الاحتلال الفرنسي لسانتو دومينغو المعروف باسم الفترة الفرنسية (بالإسبانية: Era de Francia) في تاريخ جمهورية الدومينيكان حدثًا وقع في عام 1795 عندما استحوذت فرنسا على رئاسة سانتو دومينغو العامة، وضمتها إلى سانتو دومينغو، واستحوذت لفترة وجيزة على جزيرة هيسبانيولا بأكملها عن طريق طريق معاهدة بازل، التي تسمح لإسبانيا بالتنازل عن المستعمرة الشرقية نتيجة للحروب الثورية الفرنسية.

## الخلفية
في عام 1665، اعترف لويس الرابع عشر رسميًا بالاستعمار الفرنسي للجزيرة. أعطيت المستعمرة الفرنسية اسم سانت دومينك. وفي معاهدة ريسويك عام 1697، تنازلت إسبانيا رسميًا عن الثلث الغربي من الجزيرة إلى فرنسا. سرعان ما ظهرت سانت دومينك لتطغى على الشرق من حيث الثروة والسكان. لقد أصبحت أغنى مستعمرة في جزر الهند الغربية وواحدة من أغنى مستعمرات العالم ولقبت بـ«لؤلؤة جزر الأنتيل». تم إنشاء مزارع كبيرة لقصب السكر وعمل بها مئات الآلاف من العبيد الأفارقة الذين تم استيرادهم إلى الجزيرة. وفي عام 1754، كان عدد السكان 14 ألف أبيض و4000 مولتو حر و172 ألف زنجي.
من ناحية أخرى، تراجعت المستعمرة الإسبانية أقل من أي وقت مضى، حيث هجرتها إسبانيا عمليًا، ولم تكن هناك تجارة بخلاف القليل من البضائع المهربة والزراعة التي لا غنى عنها، حيث كرس السكان أنفسهم تقريبًا لتربية الماشية. كانت الموانئ مأوى للقراصنة، كما أصبح عدد من الدومينيكانيين قراصنة. أصبح القراصان الدومينيكاني لورنزو دانيال بلاءَ البريطانيين، حيث شرع في نهب 70 سفينة تجارية منهم بالإضافة إلى سفن حربية. 
اعترف تقسيم هيسبانيولا بين فرنسا وإسبانيا عام 1697 بواقع لم يكن الملوك ولا خلفاؤهم الثوريون سعداء به. ومع أن سكان سانتو دومينغو الإسبانية ربما كانوا ربع سكان سانت دومينغو الفرنسية، فإن هذا لم يمنع كارلوس الرابع ملك إسبانيا من شن غزو من الجانب الفرنسي من الجزيرة في عام 1793 في محاولة للاستفادة من الفوضى التي أشعلتها الثورة الفرنسية (1789-1799). ومع أن الجهود العسكرية الإسبانية سارت بشكل جيد في هيسبانيولا، إلا أنها لم تكن كذلك في أوروبا. نتيجة لذلك، أُجبرت إسبانيا على التنازل عن سانتو دومينغو للفرنسيين بموجب شروط معاهدة بازل (22 يوليو 1795) من أجل جعل الفرنسيين ينسحبون من إسبانيا.
وصلت الأخبار التي تفيد بالتنازل عن المستعمرة الإسبانية لفرنسا إلى سانتو دومينغو في أكتوبر 1795. كان لأولئك الذين لا يستطيعون التصالح مع الوضع الجديد ما يصل إلى عام للانتقال إلى كوبا أو بورتوريكو أو فنزويلا، حيث سيتم منحهم التسهيلات لبدء بداية جديدة. يقدر أن حوالي 125 ألف شخص بين عامي 1795 و1810 قد غادروا القطاع الإسباني من الجزيرة، مما أدى إلى انخفاض عدد سكانها بمقدار الثلثين مقارنة بما كان عليه قبل الثورة الفرنسية.

## الاحتلال الفرنسي
في ذلك الوقت، كان العبيد بقيادة توسان لوفرتور في سان دومينك يثورون ضد فرنسا. في عام 1801، وصل توسان لوفرتور إلى سانتو دومينغو، وأعلن إلغاء العبودية نيابة عن الجمهورية الفرنسية، ثم استولى على سانتو دومينغو من الفرنسيين، وسيطر على الجزيرة بأكملها. في عام 1802 أرسل نابليون جيشًا تحت قيادة تشارلز لوكلير، وأسر توسان لوفرتور وأرسله إلى فرنسا كسجين. في هذه الحالة، تعاون الدومينيكان مع لوكلير وقواته الفرنسية من أجل طرد الهايتيين. نجح خلفاء توسان والحمى الصفراء في طرد الفرنسيين مرة أخرى من سان دومينيك. أعلنت الأمة استقلالها كهايتي في عام 1804. بقيت حامية فرنسية صغيرة في المستعمرة الإسبانية السابقة حتى بعد هزيمة الهايتيين للفرنسيين.
في عام 1805، بعد تتويج نفسه إمبراطورًا، غزا جان جاك ديسالين، ووصل إلى سانتو دومينغو قبل أن يتراجع في مواجهة سرب بحري فرنسي. عاد الهايتيون عبر المنطقة الداخلية المستقرة، ونهبوا مدن مونتي بلاتا وكوتوي ولا فيغا، وذبحوا مواطني موكا وسانتياغو. لقد تركوا الحقول خرابًا، والمدن مشتعلة والكنائس خلفها رمادًا. في موكا نجا شخصان فقط، وذلك بفضل تراكم الجثث على أولئك الذين ما زالوا يعيشون في الكنيسة حيث وقعت المذبحة الرئيسية.
في أكتوبر 1808، نزل مالك الأرض الثري خوان سانشيز راميريز، الذي فر من سانتو دومينغو أثناء الحكم الفرنسي إلى بورتوريكو، على طول الساحل الشمالي الشرقي وبدأ تمردًا باسم فيرناندو السابع ضد الإداريين الاستعماريين الفرنسيين في مدينة سانتو دومينغو. تلقى المتمردون مساعدات من بورتوريكو الإسبانية وجامايكا البريطانية. حاصر البريطانيون العاصمة واحتلوا ميناء سامانا. في 7 نوفمبر، هزم سانشيز أولئك الموالين لفرنسا في بالو هينكادو. وفي 9 يوليو 1809، استولى البريطانيون على مدينة سانتو دومينغو ونتيجة لذلك أعادوا الجزء الشرقي من هيسبانيولا إلى الحكم الإسباني.
من المفارقات أن الدومينيكان قد خاضوا حربًا ضد الفرنسيين لاستعادة الحكم الإسباني لسانتو دومينغو تمامًا كما كانت بقية أمريكا اللاتينية تستعد للتخلي عن الاستعمار الإسباني. علاوة على ذلك، فإن ما يسمى بحرب الاسترداد، بعد غزوتين من قبل الهايتيين، تركت المستعمرة مدمرة تمامًا.

## الحكام (1801–1809)
- 1801-1802 توسان لوفرتير
- 1802-1803 أنطوان نيكولاس كيرفيرسو
- 1803-1808 لويس ماري فيران
- 1808-1809 L. دوباركير